# Buona fortuna (parte terza)
Buona fortuna (parte terza) è l'ottavo album in studio del gruppo musicale italiano Modà, pubblicato l'11 novembre 2022 dall'etichetta Friends & Partners.

## Descrizione
Il progetto discografico si compone di sedici tracce, scritte dallo stesso Kekko Silvestre, ad eccezione della sedicesima traccia in cui il gruppo ha collaborato con i Tazenda. Dopo gli EP Buona fortuna (parte prima) e Buona fortuna (parte seconda), la terza parte del progetto, che comprende tutte le tracce dei precedenti due EP, è stata riadattata in album con l'aggiunta di quattro nuove tracce, tra cui il singolo Finisce sempre così, uscito il 28 ottobre 2022.

## Tracce
1. Comincia lo show – 3:30 (Francesco Silvestre)
2. Non ti mancherà mai il mare – 3:24 (Francesco Silvestre)
3. Buona fortuna buona vita buona luna – 4:04 (Francesco Silvestre)
4. 22 metri quadri – 3:33 (Francesco Silvestre)
5. Fottuto inverno – 3:21 (Francesco Silvestre)
6. Scusa se non lo ricordo più – 3:53 (Francesco Silvestre)
7. Non ti somiglio – 3:48 (Francesco Silvestre)
8. In tutto l'universo – 4:10 (Francesco Silvestre)
9. Amore scolastico – 3:44 (Francesco Silvestre)
10. Oh oh oh – 3:32 (Francesco Silvestre)
11. Tirami l'amore in faccia – 3:35 (Francesco Silvestre)
12. Pensando a te – 3:13 (Francesco Silvestre)
13. Finisce sempre così – 3:52 (Francesco Silvestre)
14. Resta qui con me – 3:50 (Francesco Silvestre)
15. Alla faccia dei potenti – 4:09 (Francesco Silvestre)
16. Dentro le parole (Tazenda feat. Modà) – 3:37 (Gino Marielli, Massimo Sestu, Nicola Nite)